# Kirjat Bialik
Kirjat Bialik (Hebreeuws: קִרְייַת בְּיַאלִיק, Arabisch: كريات بياليك ) is een stad in Israël. Chajiem Nachman Bialik is een bekend joods dichter uit mandaatgebied Palestina. De stad ligt in het district Haifa.

## Geboren
- Reut Alush (1990), actrice